# Deana Kiner
Deana Kiner (29 de mayo de 1992) es una compositora y multiinstrumentista estadounidense, conocida por su trabajo en las bandas sonoras de Star Wars Rebels, Transformers: Robots in Disguise y Star Wars: The Clone Wars.

## Carrera
Deana comenzó estudiando composición de bandas sonoras para cine en el Berklee College of Music, pero terminó dejando la carrera en pro de estudiar composición de canciones dentro de esta misma universidad. Trabajó brevemente en un Starbucks, hasta que su padre la convenció para colaborar con él en la composición de temas para un proyecto, que resultó en el documental de Netflix Making a Murderer.
Trabajó también como compositora en la banda sonora de la serie animada singapurense Trese, lanzada por Netflix el 10 de junio de 2021.
Compuso la canción Igyah Kah, que escucha Sabine Wren en el primer episodio de la serie web de 2023 Ahsoka, en colaboración con Kevin Kiner, Ludwig Göransson y Noah Gorelick.
El 28 de julio de 2024 intervino en un panel de la Convención Internacional de Cómics de San Diego llamado The Character Of Music: The Art of Scoring for Animation Panel.

## Filmografía

### Cine
| Año  | Título                                  | Trabajo                  | Notas        |
| ---- | --------------------------------------- | ------------------------ | ------------ |
| 2015 | The Adventures of Knickerbock Teetertop | Tema inicial y de cierre | Cortometraje |
| 2015 | Jedi with a GoPro 2                     | Composición              | Vídeo        |
| 2016 | In the Shadow of the Hill               | Música adicional         | Película     |
| 2016 | Un verano en Manhattan                  | Música adicional         | Película     |
| 2016 | The Curious Kitty & Friends             | Música adicional         | Cortometraje |
| 2017 | Inconcebible                            | Música adicional         | Película     |
| 2017 | Tout nous sépare                        | Música adicional         | Película     |
| 2019 | Summoners War: Friends & Rivals         | Composición              | Cortometraje |
| 2022 | Samaritan                               | Música adicional         | Película     |
| 2024 | I'm in Love with Edgar Allan Poe        | Composición              | Cortometraje |

### Televisión
| Año       | Título                           | Trabajo                   | Notas        |
| --------- | -------------------------------- | ------------------------- | ------------ |
| 2014-2016 | Hell on Wheels                   | Música adicional          | 27 episodios |
| 2014-2017 | Transformers: Robots in Disguise | Música adicional          | 71 episodios |
| 2015-2018 | Making a Murderer                | Música adicional          | 20 episodios |
| 2015-2019 | Jane the Virgin                  | Música adicional          | 65 episodios |
| 2016-2018 | Star Wars Rebels                 | Música adicional          | 30 episodios |
| 2018      | Narcos: México                   | Música adicional          | 10 episodios |
| 2018      | Titanes                          | Música adicional          | 11 episodios |
| 2018-2019 | Single Parents                   | Composición               | 23 episodios |
| 2020      | Star Wars: The Clone Wars        | Música adicional          | 12 episodios |
| 2020      | Single Parents                   | Música del tema principal | 2 episodios  |
| 2021      | Star Wars: The Bad Batch         | Música adicional          | 16 episodios |
| 2021      | Trese                            | Composición               | 6 episodios  |
| 2021      | City on a Hill                   | Música adicional          | 8 episodios  |
| 2022-2023 | Dark Winds                       | Composición               | 12 episodios |
| 2024      | Star Wars: The Bad Batch         | Composición               | 6 episodios  |
| 2024      | Star Wars: Crónicas del Imperio  | Composición               | 3 episodios  |

## Vida personal
Deana es hija del compositor Kevin Kiner. El 12 de mayo de 2023 salió del armario como mujer trans. Además, es bisexual.